# Tales of Tamar
Tales of Tamar, kurz ToT genannt, ist ein rundenbasiertes Massive-Multiplayer-PBEM-Spiel. Hierbei können derzeit bis zu 12.000 Spieler gemeinsam auf einer Fantasy-Welt mit dem Namen Tamar miteinander spielen. Alle Spieler senden ihre Spielzüge mittels eines installierten Software-Clienten (über E-Mail bzw. über TCP/IP) an den Server, dieser wertet die Züge zentral aus und sendet die Resultate dann zurück an die Spieler.

## Geschichte
Tales of Tamar wurde 1985 erdacht und konzipiert. Vorlage war das Dungeons-&-Dragons-Expertenset, das gewisse Regeln zur Reichsführung anbot. Da diese in der Praxis als Meister nur schwer zu verwalten waren, sollte ein Computerprogramm entwickelt werden, das dem Meister das Verwalten dieser Reiche abnahm und Dinge wie Ernte, Stürme, Landkarten usw. berechnet oder anzeigt.
Nachdem eine erste Version 1986 auf einem C64 nicht richtig funktioniert hatte, wurde 1991 auf dem Amiga-Computer ein zweiter Anlauf gestartet. Diesmal zunächst in Amiga-Basic, das aber als zu langsam befunden wurde, dann in GFA-BASIC. Da GFA-Basic im Laufe seiner Entwicklung aber immer wieder Veränderungen erfahren hat und dadurch der eigentliche Code umprogrammiert werden musste, wurde auch der zweite Anlauf zur Umsetzung dieses Programms wieder aufgegeben. GFA-Basic für den Amiga wurde 1992 eingestellt. Das Spiel selbst wandelte sich nun zu einem PBEM.
Der dritte Anlauf zur Umsetzung des Programms wurde 1997 in ANSI C gestartet, um mit der restlichen Computerwelt kompatibel zu bleiben. Das Hauptaugenmerk galt zwar zunächst weiterhin dem Amiga-Markt, aber da dieser 1997 schon weitestgehend im Sterben lag, wurde nebenher auch die PC-Version angefangen. Das zunächst dreiköpfige Team musste jedoch nach bereits einem halben Jahr die Segel streichen, da das Budget einfach nicht ausreichte, um die Ziele zu erreichen. In der zweiten Hälfte des Jahres 1997 führte der Autor Martin Wolf das Projekt auf eigene Faust weiter. Mitte des Jahres 1998 verbesserte sich die finanzielle Situation wieder und es wurden weitere Programmierer angeheuert. Das Projekt selbst machte in dieser Zeit einen entscheidenden Wandel durch. War es ursprünglich noch ein Ziel u. a. Spielzüge über die sogenannten „Mailboxen“ zu versenden, lehnte sich jetzt das Programm eher ans Internet an. E-Mails sollten den Datenverkehr übernehmen.
1999 wurde die erste Beta-Version für den Amiga herausgegeben. Die Zeit zwischen dem Jahr 2000 und 2003 ist geprägt durch stetige Budget-Schwierigkeiten. Das stete Kommen und Gehen von semiprofessionellen Grafikern führte z. B. dazu, dass das Spiel mehrere Grafikstile in sich vereint.
2002 erfolgte die erste Veröffentlichung für den Amiga, gefolgt von der PC-Version 2004. Tales of Tamar wurde in der Kategorie „Bestes Amiga-Spiel 2002“ mit dem Amiga Award auf der AMIGA + Retro Computing 2002 ausgezeichnet. 2005 und 2006 gab es mehrere Auftritte auf der Games Convention und der CeBIT und eine Prüfung zur USK (freigegeben für jedes Alter). 2005 wurde auch an der Arbeit zu einer 2D-HiRES-Karte begonnen, die 2006 fertiggestellt wurde und heute unter anderem Widescreen-Support und 15-32-bit-Support bietet. Damit läuft Tales of Tamar einerseits auf sehr alten Rechnern ab einem Pentium 200 bis hin zu sehr neuen Rechnern über 2D/3D-HiRES-Karte. Der kontinuierliche Support für sehr langsame Rechner dürfte gerade in der Windows-Welt einzigartig sein.
2006 begann Silke Porath mit den Arbeiten an dem ersten Buch zu Tales of Tamar. Dieses Buch erzählt im Wesentlichen die Vorgeschichte zu Tamar, wie sie auch im Intro des Spieles zu sehen ist. Außerdem unterzeichnete das Organisationsteam einen Vertrag mit dem Browsergames-Label 4Players, der bis heute Bestand hat.
2007 wurde die erste Version der 3D-Karte, an der seit 2002 gearbeitet wurde, der Beta-Gemeinde des Spieles vorgestellt.

## Spielablauf und Ziel
Jeder der Spieler übernimmt in diesem Rollenspiel/RPG die Rolle eines Herrschers und muss sein Land von einem kleinen Dorf zu einem mächtigen Reich aufbauen. Es kann gehandelt, Kriege können geführt, Bündnisse und selbst Religionen können gegründet werden und auch sonst steht den Spielern jeder diplomatische Winkelzug zur Verfügung. Dabei wird pro Tag jeweils eine Runde gespielt, was InTime gesehen jeweils einem Quartal entspricht.
Tales of Tamar verfügt über ein Lehenssystem, in dem man durch das Erwerben von Vasallen (welche ebenfalls menschliche Spieler sind) im Rang aufsteigt. Das offizielle Ziel ist es, Kaiser zu werden, dafür muss man genügend Mitspieler in seiner Lehnskette unter sich vereinen. Es gibt aber auch Mitspieler, welche sich zum Ziel gesetzt haben, der größte Händler oder ein erfolgreicher Religionsführer zu werden.
Das Spiel bietet genügend Freiräume, damit die selbst gesteckten Ziele seines erdachten Charakters erreicht werden können.

## Community
Neben einem rollenspielrelevanten Forum mit derzeit über 1000 registrierten Nutzer gehört zu diesem Spiel noch ein Chat, welcher InTime in Als Eichenfass stattfindet. Zu diesem Spiel gibt es eine eigene Chronik, welche extra von einem Chronisten geschrieben wird. Darin sind zurzeit 600 Jahre Geschichte auf Tamar niedergeschrieben. Ausgedruckt als Buch sind es etwas über 300 Seiten im A4-Format.
Zusätzlich zur spieleigenen Chronik erscheint in der Zeitschrift Amiga-Future der sogenannte Bote von Tamar, worin ähnlich der Chronik die Geschichte auf Tamar niedergeschrieben zu finden ist.
Neben zahlreichen Userpages gibt es noch einen Fanshop.
Es wurden bisher vier LARPs, basierend auf dem Spiel, veranstaltet. Dafür hat sich extra eine Gruppe mit dem Namen „Die Reisenden von Tamar“ zusammengefunden, welche natürlich auch auf weiteren Cons anzutreffen sind.
Darüber hinaus findet jährlich mindestens ein europaweites Spielertreffenwochenende, mit Ritterschmaus und großem Trinkgelage statt.

## Multi-Plattform
Tales of Tamar ist plattformübergreifend. Es kommen keine Techniken wie Java oder Flash zum Einsatz, sondern jede Plattform hat ein eigenes Binary (was die Systemanforderungen gering hält), dennoch verfügt jede Version prinzipiell über die gleichen Funktionalitäten, das gleiche Aussehen und nimmt an derselben Spielwelt teil.